# Vauxhall Firenza
O Firenza é um modelo de carro oferecido pela Vauxhall de maio de 1971 até 1975. Foi um desenvolvimento do Viva, mas tinha um estilo de carroceria cupê distinto (fastback) e apenas duas portas. Na África do Sul, foi vendido como Chevrolet Firenza até ser substituído pelo Chevrolet 1300/1900 durante 1975. Seu nome é derivado de Firenze, o nome da cidade italiana conhecida em português como Florença.

## História
O Firenza inicial estava disponível em um modelo básico de 1159 cc com válvulas no cabeçote e dois modelos com eixo de comando de válvulas no cabeçote, em variantes de 1598 cc e 1975 cc. Este último era o mesmo motor usado no Viva GT anterior. Cerca de seis meses após o lançamento, em dezembro de 1971, o desempenho foi impulsionado quando as capacidades do motor foram ampliadas para 1256 cc, 1798 cc e 2279 cc, respectivamente. Todos os modelos tinham um motor de quatro cilindros montado na frente acionando as rodas traseiras. O modelo SL em cada tamanho de motor carregava o mais alto nível de acabamento.
As mudanças de modelo no início de 1972 incluíram a introdução de um modelo 2300 Sport SL topo de linha (apresentado no Salão do Automóvel de Genebra), usando o motor de 2279 cc. O 2300 Sport SL foi a única versão a apresentar o painel de sete mostradores (velocímetro, relógio, conta-giros, combustível, pressão do óleo, temperatura da água e carga da bateria). O motor era um quatro cilindros inclinado com eixo de comando de válvulas no cabeçote e dois carburadores Stromberg, produzindo 122 bhp (91 kW). O motor de quatro cilindros em linha oversquare era famoso por sua grande curva de torque, tornando o carro muito flexível e fácil de dirigir. O interior era equipado com bancos tipo concha, dianteiros e traseiros, para transportar quatro pessoas. O console central com controles de aquecedor e luzes de advertência era bastante distinto e luxuoso para a época.